# Casa di Ludovico Ariosto

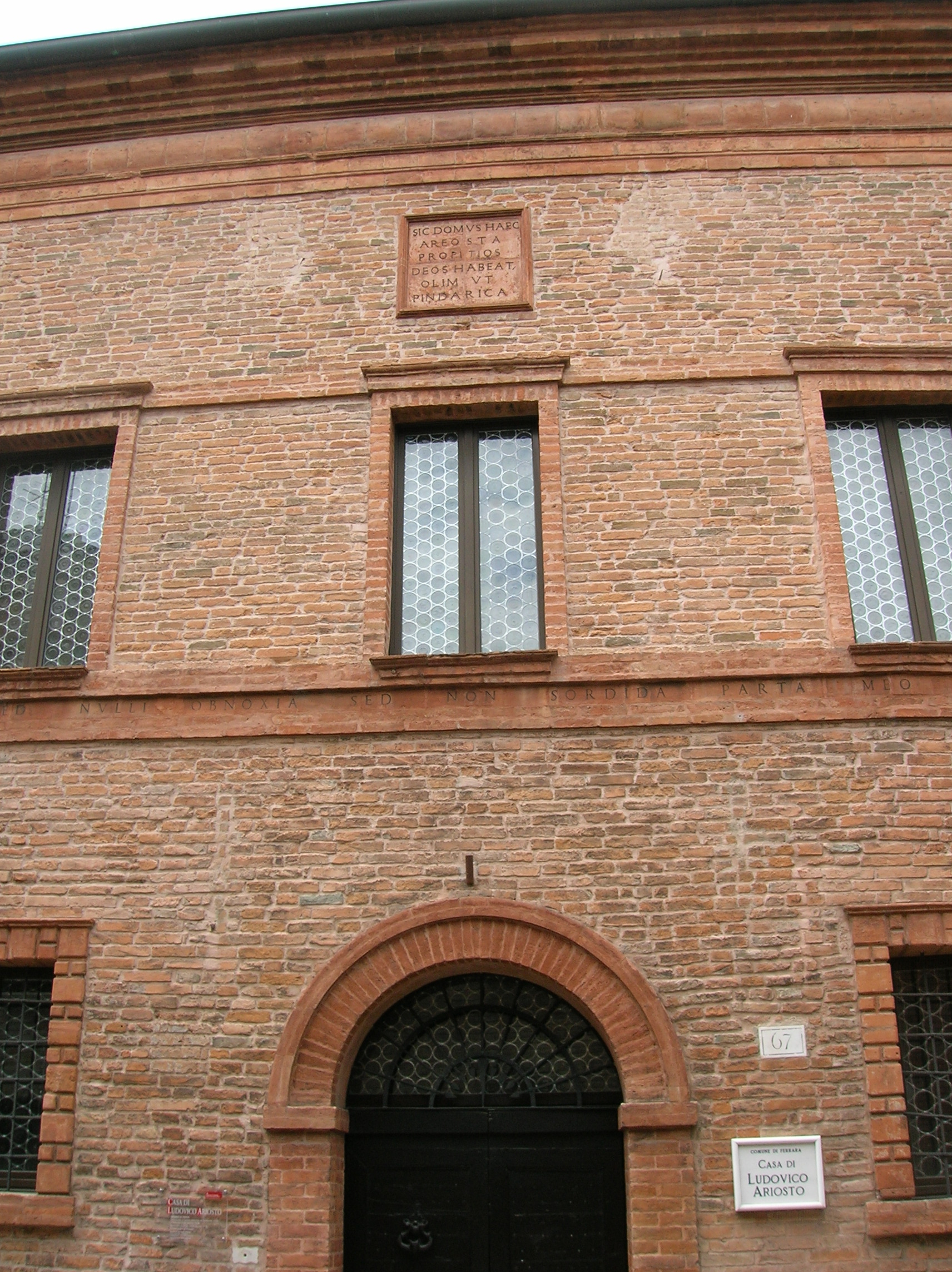
Casa di Ludivico Ariosto.

La casa di Ludovico Ariosto (littéralement « maison de Ludovico Ariosto »  - dit l'Arioste) est un édifice  situé dans l'addizione Erculea à Ferrare en Émilie-Romagne.

## Description

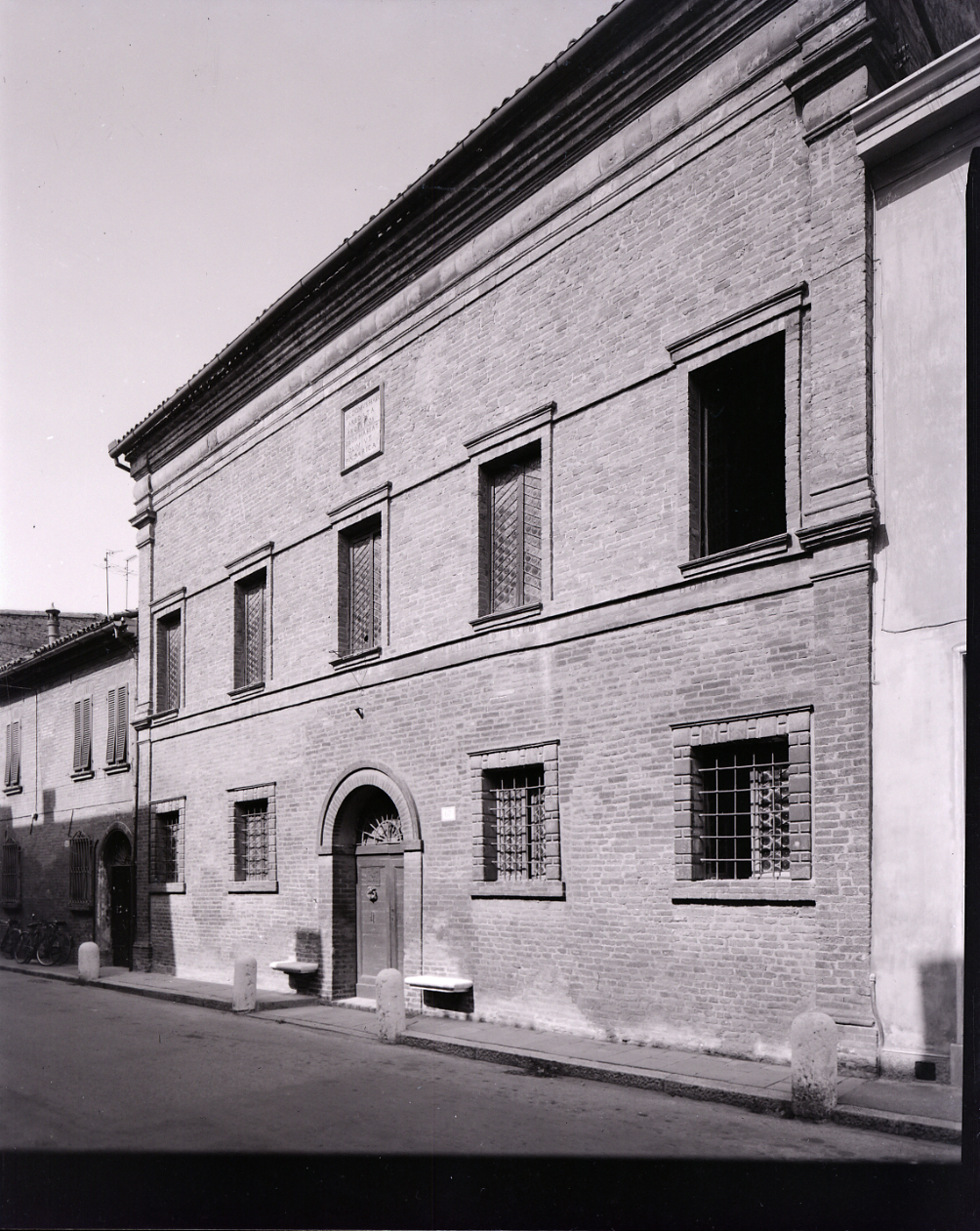
Photo par Paolo Monti, 1965.

Elle est probablement réalisée à partir d’un dessin de Girolamo da Carpi. Il s'agit d'un modeste mais élégant édifice en briques rouges  où  le célèbre poète Ludovico Ariosto passa les dernières années de sa vie  à écrire la troisième et dernière rédaction de l'Orlando furioso publiée en 1532.
À l'intérieur, est aménagé un petit musée consacré au grand poète ; on y trouve un moule de son encrier, sa chaise et divers médaillons qui le représentent, comme celui trouvé dans sa tombe en 1801. Dans le corridor central est exposée une copie de l'Orlando Furioso illustrée par Gustave Doré en 1881. Dans la pièce de gauche se trouve une élégante cheminée ainsi qu'un buste et un portrait du XVIIIe siècle.
L'arrière de la maison présente un jardin créé à l'époque du poète, aujourd'hui utilisé pour des évènements culturels (concerts).

## Crédit d'auteurs
- (it) Cet article est partiellement ou en totalité issu de l’article de Wikipédia en italien intitulé « Casa di Ludovico Ariosto » (voir la liste des auteurs).